# Joseph Medill

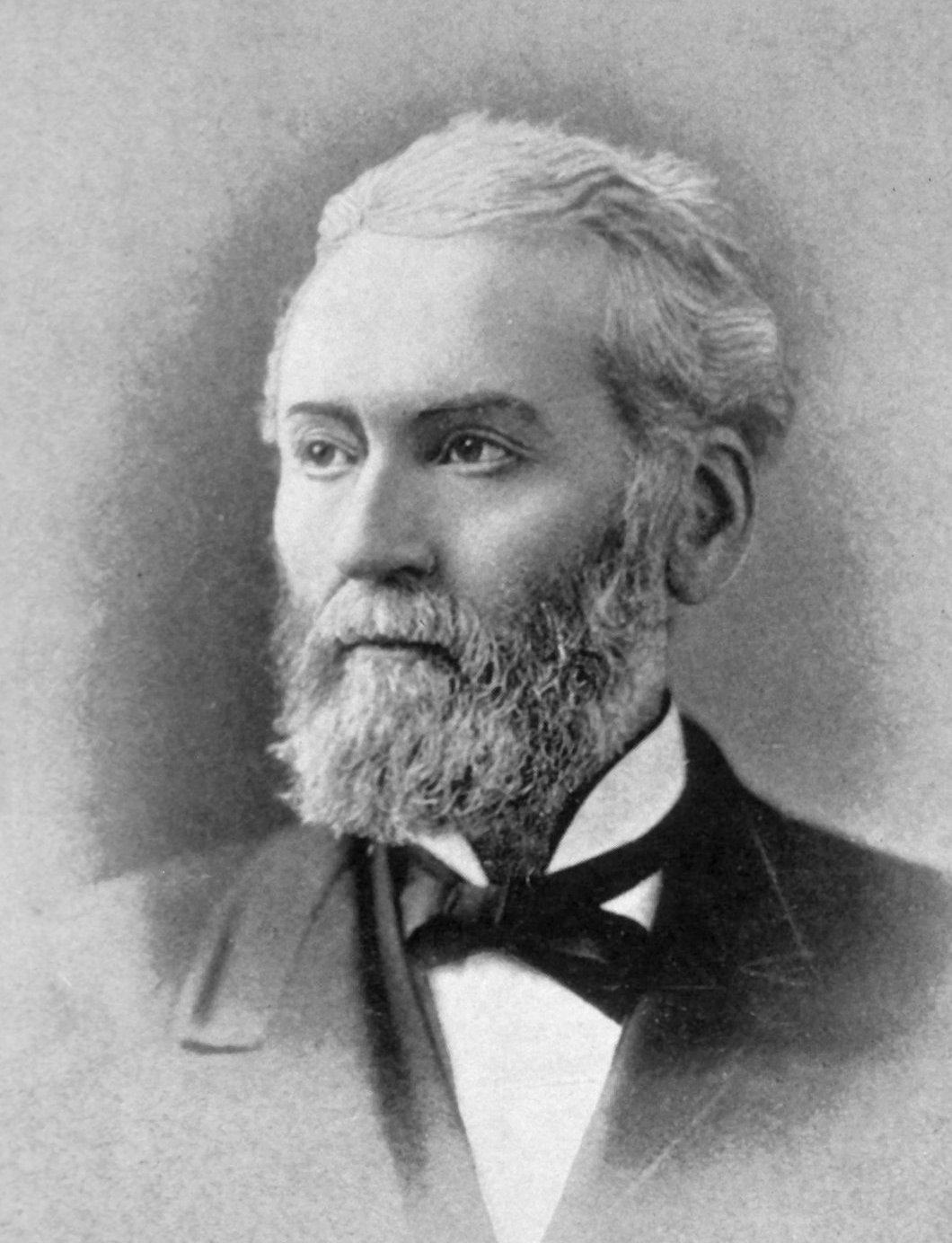
Joseph Medill

Joseph Medill (* 6. April 1823 in Saint John, New Brunswick, Kanada; † 16. März 1899 in San Antonio, Texas) war ein US-amerikanischer Politiker. Zwischen 1871 und 1873 war er Bürgermeister der Stadt Chicago.

## Werdegang
Nach einem Jurastudium und seiner im Jahr 1846 erfolgten Zulassung als Rechtsanwalt begann Joseph Medill in Cleveland in diesem Beruf zu arbeiten. Dort wurde er auch als Zeitungsverleger tätig. Seit 1854 lebte er in Chicago, wo er in der Zeitungsbranche arbeitete. Dabei wurde er bis 1864 Herausgeber der Zeitung Chicago Tribune. Danach widmete er sich für einige Jahre der Politik. Er gehörte zu den Gründern der Republikanischen Partei und war ein Gegner der Sklaverei. Im Jahr 1860 setzte er sich entschieden für die Nominierung von Abraham Lincoln als Präsidentschaftskandidat ein. Auf anderen Gebieten war er sehr konservativ. So war er ein entschiedener Gegner von Gewerkschaften und Streiks. In den Jahren 1869 und 1870 nahm Medill als Delegierter an einem Verfassungskonvent des Staates Illinois teil. Dann war er für kurze Zeit Mitglied der Bundesbehörde Civil Service Commission.
1871 wurde Medill als Kandidat der kurzlebigen und lokalen Fireproof Party zum Bürgermeister von Chicago gewählt. Dieses Amt bekleidete er zwischen 1871 und 1873. In jener Zeit litt die Stadt noch schwer unter den Folgen der Brandkatastrophe, die im Oktober 1871 kurz vor Medills Amtsantritt die Stadt verwüstet hatte. Medill reorganisierte die Polizei und die Feuerwehr der Stadt. Außerdem wurden Feuerschutzmaßnahmen in Häusern vorgeschrieben. Damals wurde auch die erste öffentliche Bücherei gegründet. Im Jahr 1872 unterstützte er die Wiederwahl von Präsident Ulysses S. Grant. Dabei entzweite er sich mit seinem langjährigen Weggefährten in der Zeitungsbranche, Horace Greeley, der sich von Grant distanzierte und selbst als Liberalrepublikaner für die Präsidentschaft kandidierte. Medill war auch ein Anhänger der Prohibition und untersagte den Alkoholausschank an Sonntagen. Das stieß auf massiven Widerstand in weiten Teilen der Chicagoer Bevölkerung. Im August 1873 trat er aus gesundheitlichen Gründen vorzeitig zurück. Er übertrug die Amtsgeschäfte für die letzten dreieinhalb Monate seiner Amtszeit dem Stadtrat Lester L. Bond, der während dieser Zeit die Stadt kommissarisch regierte.
Nach seinem Rücktritt trat Joseph Medill einen Erholungsurlaub in Europa an. Nach seiner Rückkehr nach Chicago übernahm er 1874 wieder die Chicago Tribune. Diese galt als Sprachrohr der Republikanischen Partei. Er starb am 16. März 1899 in San Antonio und wurde in Chicago beigesetzt.